# Дмитриев, Николай Фёдорович (поэт)
Николай Фёдорович Дмитриев (25 января 1953, д. Архангельское, Рузский район, Московская область — 13 июня 2005, д. Аниськино, Владимирская область) — советский и российский поэт.

## Биография
Н. Ф. Дмитриев родился 25 января 1953 г. в селе Архангельское Рузского района Московской области в семье сельских учителей Ф. Д. Дмитриева и К. Ф. Дмитриевой (Трифоновой).
В 1973 году окончил Орехово-Зуевский педагогический институт, работал сельским учителем русского языка и литературы сначала в Рождественской школе, затем в Покровской школе Рузского района.
Член Союза писателей СССР с 1977 г.
С мая 1977 по ноябрь 1978 г. служил в Советской Армии на испытательном полигоне войск противокосмической обороны в Джезказганской области Казахстана.
В 1978 г. от Союза писателей СССР поэту была предоставлена отдельная двухкомнатная квартира в г. Балашихе Московской области.
В 1970 - 1980-х годах Н. Ф. Дмитриев участвовал в поездках, организованных газетой "Комсомольская правда", по Нечерноземью и на БАМ и командировках по многим городам Советского Союза, в том числе в 1986 году в совместной с другими известными писателями командировке в Чернобыль в связи с трагедией на Чернобыльской атомной электростанции. Н.Ф.Дмитриев принял также участие в зарубежной командировке в город Варшаву - столицу Польской Народной Республики.
С 1979 по 2002 г.г. жил и работал в г. Балашихе Московской области, с 1994 по 1999 г. работал учителем русского языка и литературы в средней школе № 25 г. Балашихи и вёл литературный кружок в школе № 2 г. Балашихи.
В 2002—2005 годах жил и работал в Москве; лето проводил в д. Аниськино поблизости от города Покров Владимирской области.
Скончался Н. Ф. Дмитриев 13 июня 2005 года в деревне Аниськино. Похоронен на Покровском городском кладбище.

### Семья
Жена — Алина Доминиковна Дмитриева; дети — Евгений, Маргарита.

## Творчество
Автор девяти стихотворных книг и трёх посмертных, а также публикаций в литературных альманахах, антологиях, журналах.
```
В пятидесятых рождены, 
Войны не знали мы, и всё же 
Я понимаю: все мы тоже 
Вернувшиеся с той войны.

Летела пуля, знала дело,
Летела тридцать лет подряд
Вот в этот день, вот в это тело,
Вот в это солнце, в этот сад.

С отцом я вместе выполз, выжил,
А то в каких бы жил мирах,
Когда бы снайпер батьку выждал
В чехословацких клеверах?!
```

### Основные работы
- Николай Дмитриев Я — от мира сего. — М.: «Молодая гвардия», 1975.
- Николай Дмитриев О самом-самом. — М.: «Молодая гвардия», 1978. — 128 с.
- Николай Дмитриев С тобой. — М.: «Современник», 1982. — 79 с.
- Николай Дмитриев Тьма живая. — М.: «Молодая гвардия», 1983.
- Николай Дмитриев Оклик. — М., 1987.
- Николай Дмитриев Три миллиарда секунд. — М., 1989.
- Николай Дмитриев Между явью и сном. — М., 1993.
- Николай Дмитриев Зимний грибник. — М., 2002.
- Николай Дмитриев Ночные соловьи. — М.: «Молодая гвардия» (Серия: «Золотой жираф»), 2004.

### Посмертные издания
- Николай Дмитриев Очарованный навек. — Московская область, 2007
- Николай Дмитриев Зимний Никола. — М., 2008
- Николай Дмитриев Чтоб воссияло Слово. — М., 2013

## Награды и премии
- премия «Лучшая книга года. Поэзия» (1975, издательство «Молодая гвардия»)
- премия «Конкурс имени Островского» (1978)
- премия Ленинского комсомола (1981) — за сборники стихов «Я — от мира сего» (1975) и «О самом-самом» (1978)
- премия имени Александра Невского «России верные сыны» (2003)
- премия имени А. А. Дельвига (2005, посмертно; учредитель — «Литературная газета»).

Книга Н. Дмитриева «Зимний Никола» (ОАО «Издательский дом „Литературная газета“») стала лауреатом Национальной премии «Лучшие книги и издательства года — 2007».

## Отзывы о творчестве
Что же говорить о таких природных задушевных и простодушных поэтах, как Николай Дмитриев. Его жизнь, его поэзия и есть — его собирание Руси. И, как он сам писал: «даже смерть, даже смертные стихи — помогают людям жить.»
— Владимир Бондаренко

## Память
В 2005 году в поселке городского типа Тучково Рузского района Московской области открыт Литературный клуб имени Николая Дмитриева.
Экспозиции, посвящённые Н. Дмитриеву и его творчеству, открыты:
- в краеведческом музее города Покров (с июня 2006 г.)
- в краеведческом музее города Рузы (с 2009 г.)
- в краеведческом музее средней школы посёлка Космодемьянский Рузского района.

В ноябре 2007 года в память о Николае Фёдоровиче Дмитриеве открыта мемориальная доска в средней школе № 2 города Балашиха.
С апреля 2008 года библиотека семейного чтения города Балашиха носит имя Николая Фёдоровича Дмитриева.
2 марта 2013 года в торжественной обстановке состоялось открытие мемориальной доски поэту Николаю Фёдоровичу Дмитриеву на одном из корпусов Московского государственного областного гуманитарного института (до 2000 года — Орехово-Зуевский педагогический институт). В Орехово-Зуевском педагогическом институте поэт учился с 1969 по 1973 годы.
Согласно Постановлению администрации г.о. Балашиха от 20.02.2014 г. № 78/3-ПА в целях исполнения решения Совета депутатов г.о. Балашиха от 26.04.2013 г. № 51/429 «Об увековечении памяти выдающегося поэта Н. Ф. Дмитриева» в строящемся микрорайоне «Лукино» в Жилом Комплексе «Алексеевская роща» одна из улиц носит имя поэта Николая Федоровича Дмитриева.